# Amon Amarth
Amon Amarth é uma banda de death metal melódico  da cidade de Tumba, Suécia. O grupo, que aborda a temática viking em suas letras, se tornou um dos nomes mais respeitados da cena heavy metal. Após assinarem com a gravadora Metal Blade ainda na década de 1990, lançaram aclamados álbuns que levou a banda a se apresentar em diversos festivais pela Europa, e posteriormente na América e Ásia. Com Berserker, de 2019 (eleito pelo portal Loudwire como um dos 50 melhores discos de metal de 2019), o Amon Amarth já lançou ao todo 11 álbuns de estúdio.

## História
Formada originalmente em 1988 com o nome "Skum", tornou-se Amon Amarth em 1992, nome  retirado da obra O Senhor dos Anéis de J.R.R. Tolkien, o que significa "Montanha da Perdição" (Mount Doom) em Sindarin, idioma também denominado "a língua dos elfos-cinzentos", "a língua de Beleriand", sendo várias vezes referida nos livros como simplesmente "a língua élfica".
Em 1992, quando a adaptação do novo nome, a banda era composta pelo vocalista Johan Hegg, pelos guitarristas Olavi Mikkonen e Anders Hansson, pelo baixista Ted Lundström e pelo baterista Nico Kaukinen.
A primeira demo da banda, "Thor Arise", foi gravada em 1993, mas nunca chegou a ser editada devido a problemas de som. Seguiu-se uma segunda demo, em Abril de 1994, "Arrival of the Fimbul Winter", da qual foram vendidas todas as cópias editadas.
Em Novembro de 1995, após assinarem um contrato com a editora Pulverised Records, a banda decidiu utilizar no decorrer de cinco dias o "Abyss Studio" de Peter Tägtgren (vocalista e guitarrista da banda Hypocrisy). Assim, foi editado em Abril de 1996 o EP "Sorrow Throughout The Nine Worlds".
Pouco depois o baterista Niko Kaukinen saiu da banda, sendo substituído por Martin Lopez. Com um novo baterista e, mais uma vez, a ajuda de Peter Tägtgren, o álbum de estreia do Amon Amarth, "Once Sent From The Golden Hall", é lançado em 1998 pela editora Metal Blade.
Foram adicionados à banda o guitarrista Johan Söderberg e o baterista Fredrik Andersson em 1999 para a gravação do álbum "The Avenger", devido à saída de Hansson e Lopez. Lopez saiu para se juntar à banda Opeth.